# Ursula Holl
Ursula Holl (Wurtzburgo, 26 de junho de 1982) é uma futebolista alemã que atua como goleira. Foi medalhista olímpica pela seleção de seu país.

## Carreira
Holl integrou o elenco da Seleção Alemã de Futebol Feminino, nas Olimpíadas de 2008. 